# Esperança Machavela
Esperança Machavela és una jurista i política moçambiquesa. Estudià dret a la Universitat Eduardo Mondlane
Machavela fou nomenada ministra de Justícia pel President Armando Guebuza l'11 de febrer de 2005, quan Guebuza va nomenar el seu nou govern poc després d'haver pres possessió del càrrec. Abans d'aquest nomenament, havia treballat per al Ministeri d'Afers Exteriors i havia servit com ambaixadora a Portugal en la dècada de 1990. Va ser destituïda del càrrec (juntament amb la ministra d'afers exteriors Alcinda Abreu i el ministre de transport António Munguambe) el 10 de març de 2008, i fou succeïda per Maria Benvinda Levy, una antiga jutgessa del Tribunal de la Ciutat de Maputo. Després de deixar el càrrec ha treballat per al Tribunal Suprem de Moçambic.